# Veronika Schuster
Veronika Schuster (* 1954 in Salzburg) ist eine österreichische Politikerin (SPÖ) und Maskenbildnerin. Schuster war von 2007 bis 2009 Abgeordnete zum Salzburger Landtag.
Veronika Schuster absolvierte von 1969 bis 1972 eine Berufsausbildung zur Friseurin und Perückenmacherin bei Friseur Flieger in Salzburg und arbeitete im Anschluss von 1976 bis 1983 als Friseurin und Maskenbildnerin am Salzburger Landestheater. Seit 1983 ist sie als freiberufliche Maskenbildnerin tätig. Sie arbeitete unter anderem für die Salzburger Festspiele, die Osterfestspiele, die Elisabeth-Bühne sowie für TV-Produktionen.
Schuster begann ihre politische Karriere 1995 in der Sektion Aigen, wo sie Frauenbeauftragte ist. Nach dem Wechsel von David Brenner in die Salzburger Landesregierung rückte Schuster am ab 13. Dezember 2006 als Abgeordnete in den Landtag nach. Sie ist Bereichssprecherin für Europapolitik und KonsumentInnenschutz. Schuster schied nach der Landtagswahl 2009 per 22. April 2009 aus dem Salzburger Landtag aus, nachdem sie bei der Listenerstellung der SPÖ-Landesliste auf Platz vierzig zurückrutschte und auf der Bezirksliste der SPÖ-Salzburg-Stadt nur den elften Platz erreichte.

## Auszeichnungen
- Ehrenbecher der Landeshauptfrau (2010)[4]